# Adriana Barbu
Adriana Barbu (17 januari 1961) is een voormalige Roemeense langeafstandsloopster, die gespecialiseerd was in de marathon. Ze won verschillende internationale marathons.

## Loopbaan
Op 10 mei 1987 won Barbu in Nederland de marathon van Amsterdam in 2:36.21. Hierna won ze nog verschillende andere internationale marathons, zoals: Boedapest (1989), Eindhoven (1992), Lissabon (1994) en Istanboel (1997, 1999). Ook was ze succesvol op de halve afstand. Zo won ze in 1995 de halve marathon van Parijs.
Tijdens het EK marathon van 1994 in Helsinki won Adriana Barbu een bronzen medaille. Met een tijd van 2:30.55 eindigde ze achter de Portugese Manuela Machado (goud; 2:29.54) en de Italiaanse Maria Curatolo (zilver; 2:30.33). Begin dat jaar verbeterde ze bij de marathon van Marrakesh haar persoonlijk record tot 2:29.21.

## Persoonlijke records
| Onderdeel      | Prestatie | Datum             | Plaats    |
| -------------- | --------- | ----------------- | --------- |
| halve marathon | 1:10.38   | 24 september 1994 | Oslo      |
| marathon       | 2:29.21   | 30 januari 1994   | Marrakesh |

## Palmares

### halve marathon
- 1992:  halve marathon van Istanboel - 1:13.11
- 1992: 38e WK in South Shields - 1:13.14
- 1993:  halve marathon van Graz - 1:14.24
- 1993: 9e WK in Brussel - 1:11.52
- 1994: 9e WK in Oslo - 1:10.38
- 1995:  halve marathon van Parijs - 1:11.51

### marathon
- 1987:  marathon van Amsterdam - 2:36.21
- 1988:  marathon van Tel Aviv - 2:44.03
- 1989:  marathon van Boedapest - 2:37.01
- 1990:  Westland Marathon - 2:49.00
- 1992:  marathon van Eindhoven - 2:37.19
- 1993:  marathon van Puteaux - 2:34.38
- 1994:  marathon van Marrakesh - 2:29.21
- 1994:  EK in Helsinki - 2:30.55
- 1994:  marathon van Lissabon - 2:32.56
- 1994: 14e marathon van Parijs - 2:36.37
- 1995: 7e marathon van Berlijn - 2:34.10
- 1995: 5e marathon van Lissabon - 2:36.10
- 1996: 4e marathon van Turijn - 2:37.39
- 1996: 13e marathon van Nagoya - 2:33.00
- 1997: 4e marathon van Praag - 2:36.33
- 1997:  marathon van Istanboel - 2:34.39
- 1998: 26e EK in Boedapest - 2:37.58
- 1999: 6e marathon van Nagano - 2:36.29
- 1999:  marathon van Istanboel - 2:35.57
- 2000:  marathon van Dubai - 2:40.58
- 2000:  marathon van Cleveland - 2:35.07
- 2001: 4e marathon van Duluth - 2:37.11